# Jurij Tepeš
Jurij Tepeš (* 14. Februar 1989 in Ljubljana) ist ein ehemaliger slowenischer Skispringer und heutiger Skisprungtrainer.

## Werdegang
Jurij Tepeš begann bereits mit sechs Jahren mit dem Skispringen. Als erste große Erfolge standen fünf Medaillen bei Juniorenweltmeisterschaften zu Buche. 2005 gewann er im Team Gold und im Einzel Bronze von der Normalschanze in Rovaniemi. 2006 konnte er diesen Erfolgen zwei Silbermedaillen im Einzel- und Teamspringen von der Normalschanze im heimischen Kranj hinzufügen und bei den Juniorenweltmeisterschaften 2007 in Planica, wohin die Sprungwettbewerbe verlegt worden waren, weil im ursprünglich geplanten Austragungsort Tarvisio Schneemangel herrschte, gelang ihm erneut ein Sieg mit der slowenischen Mannschaft.
Jurij Tepeš startete ab dem Jahr 2002 für das slowenische Team im Continental Cup. Ab 2005 wurde er in diesem Wettbewerb regelmäßig eingesetzt. Seinen ersten Podestplatz im Continental Cup erreichte er am 17. Dezember 2005 mit Platz zwei in Harrachov. Ab dem 1. Januar 2006 sprang er regelmäßig für die slowenische Nationalmannschaft im Weltcup. Dabei konnte er sich am 14. Dezember 2007 in Villach mit einem 24. Platz erstmals Weltcuppunkte sichern.
Bei der Nordischen Skiweltmeisterschaft in Oslo gewann er mit der slowenischen Nationalmannschaft die Bronzemedaille im Mannschaftsspringen von der Großschanze und erzielte damit seinen bis dahin größten Erfolg. Seinen ersten Sieg im Sommer-Grand-Prix feierte Tepeš in Almaty am 30. August 2011. Im Oktober 2011 konnte er dann in Kranj auch zum ersten Mal slowenischer Meister werden. Seine bis dahin besten Ergebnisse im Weltcup erreichte er mit zwei achten Rängen bei den Springen in Engelberg am 17. Dezember 2011 und in Zakopane am 20. Januar 2012. Im Jahr 2011 wurde die slowenische Skisprung-Mannschaft um Jurij Tepeš, Robert Kranjec, Peter Prevc und Jernej Damjan zur Mannschaft des Jahres in Slowenien gewählt. Am 19. Februar 2012 gewann er mit der slowenischen Mannschaft das Mannschaftsspringen auf der Heini-Klopfer-Skiflugschanze und holte damit nicht nur den ersten Weltcupsieg seiner Karriere. Die slowenische Mannschaft gewann auch erstmals überhaupt einen Teamwettbewerb im Weltcup.
Bei der Skiflug-Weltmeisterschaft 2012 im norwegischen Vikersund errang er mit der slowenische Equipe die Bronzemedaille im Mannschaftswettbewerb.
Am 3. März 2012 feierte Jurij Tepeš einen Erfolg der anderen Art, als er den Schanzenrekord auf der HS97 Schanze in Lahti von 98,5 m auf 101 m verbesserte. Nachdem er sich bereits acht Tage zuvor den Titel von der Normalschanze in Kranj geholt hatte, gewann Tepeš am 14. Oktober 2012 auch die erstmals ausgetragene slowenische Meisterschaft von der Großschanze auf der neu erbauten Anlage in Planica.
Am 3. Februar 2013 konnte Tepeš sich mit einem dritten Platz beim Skifliegen auf der Čerťák-Skiflugschanze im tschechischen Harrachov seinen ersten Einzelpodestplatz im Weltcup sichern. Seinen ersten Weltcup-Sieg feierte er am 24. März 2013 ebenfalls beim Skifliegen auf der Schanze in Planica. Seinen ersten Podestplatz auf einer Großschanze sicherte sich Tepeš zum Auftakt der Saison 2013/14 mit einem dritten Platz in Klingenthal. Am 22. März 2015 erreichte er in Planica seinen zweiten Weltcupsieg. Im zweiten Durchgang erhielt er für seinen Flug auf 244 Meter fünfmal die Note 20 von den Sprungrichtern, eine Bewertung, die vor ihm erst sechs andere Springer erhalten haben.
Seit der Saison 2024/25 ist er Cheftrainer der slowenischen Skisprungnationalmannschaft der Damen.

## Privates
Jurij Tepeš ist der Sohn des bekannten Skispringers und heutigen Skisprungfunktionärs Miran Tepeš und Bruder der Skispringerin Anja Tepeš.

## Erfolge

### Weltcupsiege im Einzel
| Nr. | Datum         | Ort     | Typ         |
| --- | ------------- | ------- | ----------- |
| 1.  | 24. März 2013 | Planica | Flugschanze |
| 2.  | 22. März 2015 | Planica | Flugschanze |

### Weltcupsiege im Team
| Nr. | Datum             | Ort         | Typ         |
| --- | ----------------- | ----------- | ----------- |
| 1.  | 19. Februar 2012  | Oberstdorf  | Flugschanze |
| 2.  | 11. Januar 2013   | Zakopane    | Großschanze |
| 3.  | 9. Februar 2013   | Willingen   | Großschanze |
| 4.  | 23. März 2013     | Planica     | Flugschanze |
| 5.  | 23. November 2013 | Klingenthal | Großschanze |
| 6.  | 18. Januar 2014   | Zakopane    | Großschanze |
| 7.  | 31. Januar 2015   | Willingen   | Großschanze |
| 8.  | 21. März 2015     | Planica     | Flugschanze |
| 9.  | 6. Februar 2016   | Oslo        | Großschanze |

### Grand-Prix-Siege im Einzel
| Nr. | Datum              | Ort    | Typ         |
| --- | ------------------ | ------ | ----------- |
| 1.  | 30. August 2011    | Almaty | Großschanze |
| 2.  | 22. September 2012 | Almaty | Großschanze |

### Grand-Prix-Siege im Team
| Nr. | Datum         | Ort   | Typ         |
| --- | ------------- | ----- | ----------- |
| 1.  | 20. Juli 2012 | Wisła | Großschanze |

### Continental-Cup-Siege im Einzel
| Nr. | Datum             | Ort         | Typ         |
| --- | ----------------- | ----------- | ----------- |
| 1.  | 1. Oktober 2016   | Klingenthal | Großschanze |
| 2.  | 17. Dezember 2017 | Kuusamo     | Großschanze |

## Statistik

### Weltcup-Platzierungen
| Saison  | Platz | Punkte |
| ------- | ----- | ------ |
| 2007/08 | 56.   | 021    |
| 2009/10 | 71.   | 010    |
| 2010/11 | 34.   | 119    |
| 2011/12 | 24.   | 204    |
| 2012/13 | 13.   | 571    |
| 2013/14 | 18.   | 360    |
| 2014/15 | 13.   | 554    |
| 2015/16 | 21.   | 307    |
| 2016/17 | 20.   | 326    |
| 2017/18 | 50.   | 022    |
| 2018/19 | 59.   | 010    |
| 2019/20 | 49.   | 021    |

### Grand-Prix-Platzierungen
| Saison | Platz | Punkte |
| ------ | ----- | ------ |
| 2006   | 54.   | 024    |
| 2007   | 54.   | 027    |
| 2008   | 30.   | 071    |
| 2010   | 51.   | 018    |
| 2011   | 13.   | 202    |
| 2012   | 02.   | 378    |
| 2013   | 71.   | 013    |
| 2014   | 51.   | 028    |
| 2016   | 37.   | 073    |
| 2017   | 67.   | 012    |
| 2018   | 31.   | 063    |

### Schanzenrekorde
| Ort       | Land        | Weite               | aufgestellt am  | Rekord bis      |
| --------- | ----------- | ------------------- | --------------- | --------------- |
| Willingen | Deutschland | 152,0 m (HS: 145 m) | 1. Februar 2014 | 29. Januar 2021 |